# 소니 XEL-1

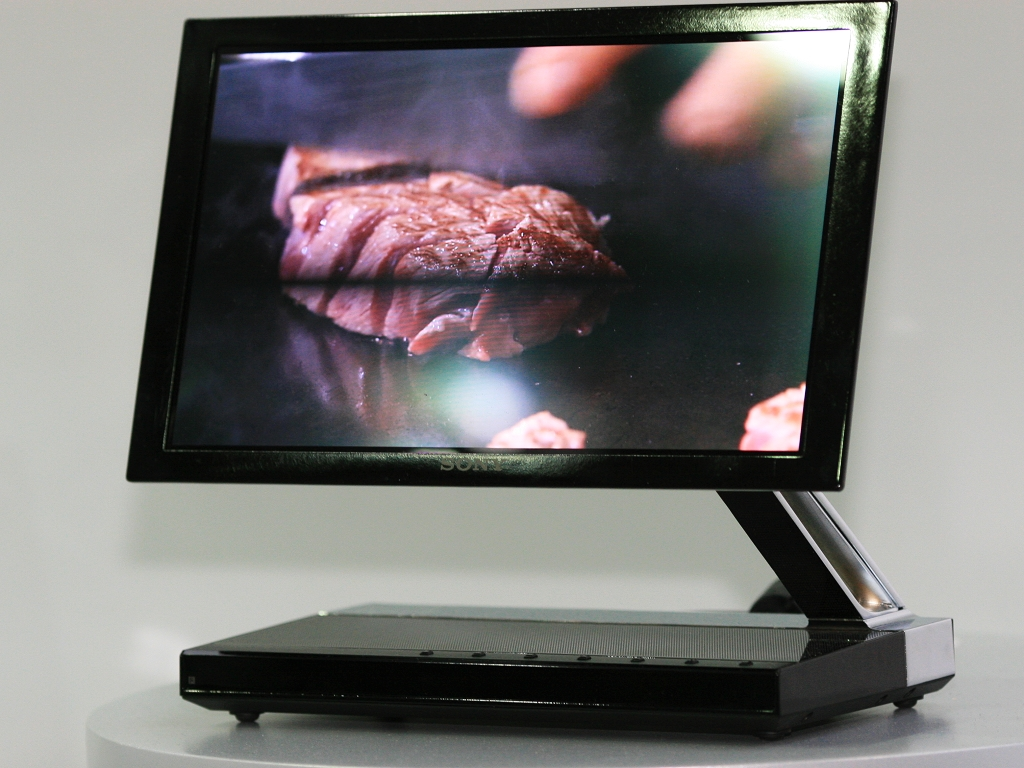
전면

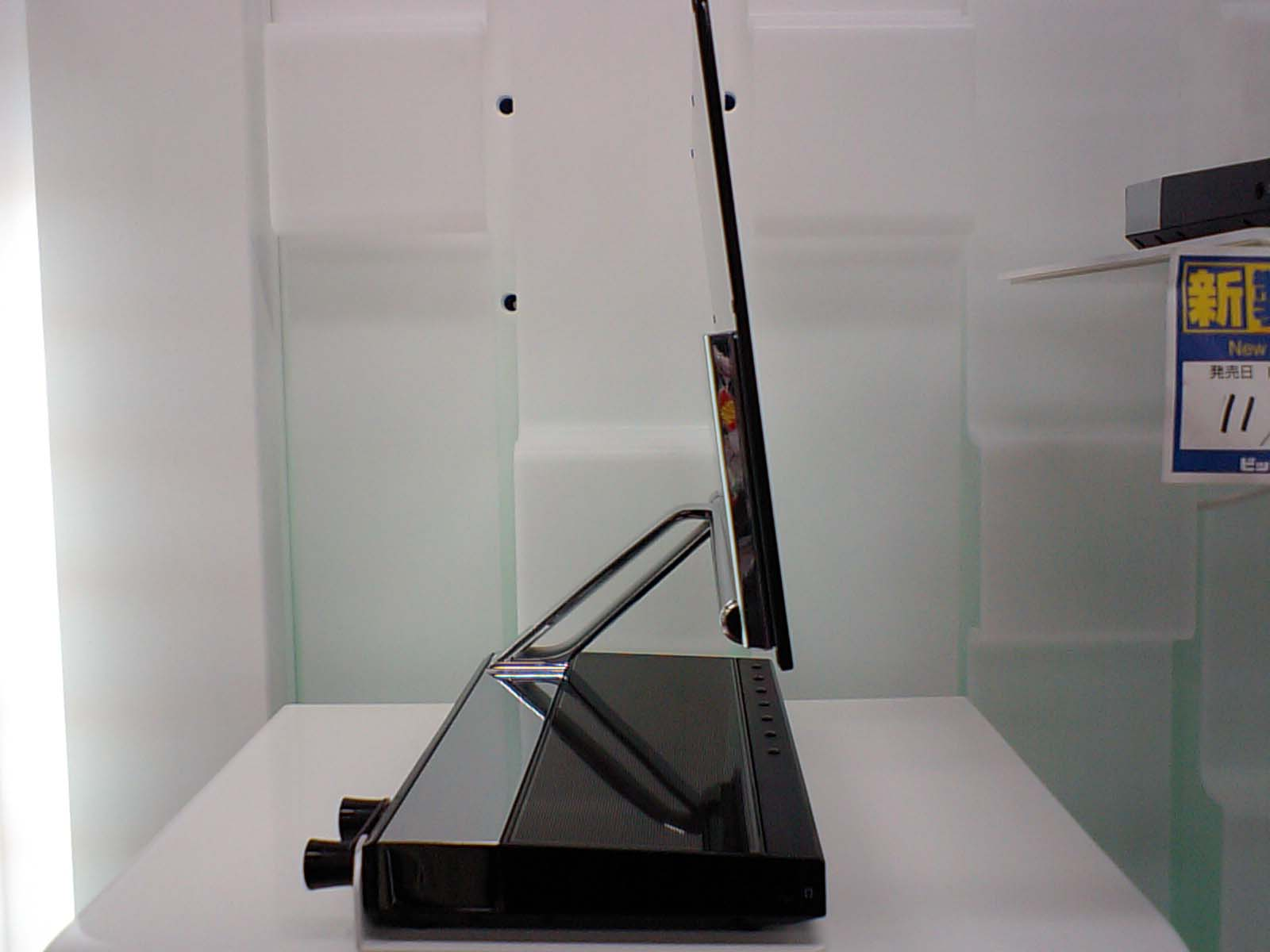
측면

XEL-1은 유기발광다이오드(OLED) TV로 2007년 소니가 설계해 이듬해 판매용으로 생산했다. 이 텔레비전은 3mm로 제작되어, 제작 당시 세계에서 가장 얇은 텔레비전이었다. 화면 크기는 11인치, 기본 해상도는 960×540이다. I/O 포트와 버튼에 비해 화면이 너무 얇아 소니는 화면이 포함된 분리 불가능한 베이스에 연결했다. 베이스 상단에는 스피커 2개와 전원, 볼륨, 채널, 입력, 메뉴 버튼 등이 백라이트되어 있어 XMB 인터페이스에 접속하면 기호와 약어가 바뀐다. 패널 뒷면에는 DMeX 서비스 입력, 16V DC 입력, VHF/UHF/케이블 입력, 메모리 스틱 슬롯 및 2개의 HDMI 입력이 있다. 패널 왼쪽에는 아날로그/디지털 오디오 출력이 있다. XEL-1은 대조비가 100만 대 1, 컬러 포화도가 높고 시야각이 넓으며 화면 균일성이 높고 전력소모가 적다. 한편, 1차 색 정확도가 저하되고, 풀 HD 1920x1080 해상도의 4분의 1(960×540), 반심판 처리 없음, 광 반사 화면, 소수의 입력, 비감지 패널, 소형 화면 등으로 인해 권장소비자가격은 2,499.99달러가 되었다. XEL-1은 미국, 캐나다, 러시아, 일본, 유럽, 호주에서 팔렸다. 그러나 2017년 소니는 4K HDR을 탑재한 첫 OLED TV인 브라비아 OLED A1/A1E를 공식 판매했다.